# Silent Night Fever
Silent Night Fever es el álbum debut de la banda de melodic death metal Dimension Zero, distributido a través de las discográficas Century Media y Regain Records. El título del álbum es un juego de palabras y hace referencia a la película protagonizada por John Travolta, Saturday Night Fever, cambiando la palabra "saturday" por "silent".
El álbum fue lanzado seis años después de que la banda se creáse ya que sus integrantes habían decidido mantener en receso a Dimension Zero para atender sus proyectos principales. El sonido de este álbum retoma las raíces del Gothenburg death metal de la vieja escuela, con una amalgama entre grindcore y thrash metal con influencias de NWOBHM, sonido que hasta la fecha conservan.
Aunque el álbum no es muy comercial, ha recibido una crítica positiva, lo que ayudó a que un año después lanzaran su segundo álbum. En el álbum también se incluye una versión de "Helter Skelter" de Los Beatles que está disponible en la edición japonesa.
La carátula de este álbum fue diseñada por Niklas Sundin, guitarrista de Dark Tranquillity.

## Lista de canciones
1. "Silent Night Fever" – 3:20
2. "The Murder-Inn" – 3:01
3. "Through the Virgin Sky" – 4:29
4. "Your Darkest Hour" – 4:08
5. "Not Even Dead" – 3:59
6. "They Are Waiting to Take Us" – 3:50
7. "Until You Die" – 3:45
8. "End" – 2:58
9. "Slow Silence" – 2:04
10. "Helter Skelter" (The Beatles versión - bonus track en la edición japonesa) − 3:00

## Integrantes
- Jocke Göthberg − voz
- Jesper Strömblad − guitarra y bajo
- Glenn Ljungström − guitarra y bajo
- Hans Nilsson − batería

- Anders Fridén - productor